# Lista de finais femininas juvenis em simples do US Open
Esta é a lista de finais femininas juvenis em simples do US Open.

## Por ano
| Ano                                                                 | Campeã                      | Vice-campeã          | Resultado      |
| ------------------------------------------------------------------- | --------------------------- | -------------------- | -------------- |
| 2024                                                                | Mika Stojsavljevic          | Wakana Sonobe        | 6–4, 6–4       |
| 2023                                                                | Katherine Hui               | Tereza Valentová     | 6–4, 6–4       |
| 2022                                                                | Alexandra Eala              | Lucie Havlíčková     | 6–2, 6–4       |
| 2021                                                                | Robin Montgomery            | Kristina Dmitruk     | 6–2, 6–4       |
| Torneio juvenil não realizado em 2020 devido à pandemia de COVID-19 |                             |                      |                |
| 2019                                                                | María Camila Osorio Serrano | Alexandra Yepifanova | 6–1, 6–0       |
| 2018                                                                | Wang Xiyu                   | Clara Burel          | 7–64, 6–2      |
| 2017                                                                | Amanda Anisimova            | Cori Gauff           | 6–0, 6–2       |
| 2016                                                                | Kayla Day                   | Viktória Kužmová     | 6–3, 6–2       |
| 2015                                                                | Dalma Gálfi                 | Sofia Kenin          | 7–5, 6–4       |
| 2014                                                                | Marie Bouzková              | Anhelina Kalinina    | 6–4, 7–65      |
| 2013                                                                | Ana Konjuh                  | Tornado Alicia Black | 3–6, 6–4, 7–66 |
| 2012                                                                | Samantha Crawford           | Anett Kontaveit      | 7–5, 6–3       |
| 2011                                                                | Grace Min                   | Caroline Garcia      | 7–5, 7–63      |
| 2010                                                                | Daria Gavrilova             | Yulia Putintseva     | 6–3, 6–2       |
| 2009                                                                | Heather Watson              | Chase Buchanan       | 6–4, 6–1       |
| 2008                                                                | Coco Vandeweghe             | Gabriela Paz-Franco  | 7–63, 6–1      |
| 2007                                                                | Kristína Kučová             | Urszula Radwanska    | 6–3, 1–6, 7–64 |
| 2006                                                                | Anastasia Pavlyuchenkova    | Tamira Paszek        | 3–6 6–4 7–5    |
| 2005                                                                | Victoria Azarenka           | Alexa Glatch         | 6–3, 6–4       |
| 2004                                                                | Michaëlla Krajicek          | Jessica Kirkland     | 6–1, 6–1       |
| 2003                                                                | Kirsten Flipkens            | Michaëlla Krajicek   | 6–3, 7–5       |
| 2002                                                                | Maria Kirilenko             | Barbora Strycova     | 6–4, 6–4       |
| 2001                                                                | Marion Bartoli              | Svetlana Kuznetsova  | 4–6, 6–3, 6–4  |
| 2000                                                                | María Emilia Salerni        | Tatiana Perebiynis   | 6–3, 6–4       |
| 1999                                                                | Lina Krasnoroutskaya        | Nadia Petrova        | 6–3, 6–2       |
| 1998                                                                | Jelena Dokić                | Katarina Srebotnik   | 6–4, 6–2       |
| 1997                                                                | Cara Black                  | Kildine Chevalier    | 56–7, 6–1, 6–3 |
| 1996                                                                | Mirjana Lučić               | Marlene Weingärtner  | 6–2, 6–1       |
| 1995                                                                | Tara Snyder                 | Annabel Ellwood      | 6–4, 4–6, 6–2  |
| 1994                                                                | Meilen Tu                   | Martina Hingis       | 6–2, 6–4       |
| 1993                                                                | Maria-Francesca Bentivoglio | Yuka Yoshida         | 7–6, 6–4       |
| 1992                                                                | Lindsay Davenport           | Julie Steven         | 6–2, 6–2       |
| 1991                                                                | Karina Habšudová            | Annie Mall           | 6–1, 6–3       |
| 1990                                                                | Magdalena Maleeva           | Noëlle van Lottum    | 7–5, 6–2       |
| 1989                                                                | Jennifer Capriati           | Rachel McQuillan     | 6–2, 6–3       |
| 1988                                                                | Carrie Cunningham           | Rachel McQuillan     | 7–5, 6–3       |
| 1987                                                                | Natasha Zvereva             | Sandra Birch         | 6–0, 6–3       |
| 1986                                                                | Elly Hakami                 | Shaun Stafford       | 6–2, 6–1       |
| 1985                                                                | Laura Garrone               | Andrea Holikova      | 6–2, 7–6       |
| 1984                                                                | Katerina Maleeva            | Niurka Sodupe        | 6–1, 6–2       |
| 1983                                                                | Elizabeth Minter            | Marianne Werdel      | 6–3, 7–5       |
| 1982                                                                | Beth Herr                   | Gretchen Rush        | 6–3, 6–1       |
| 1981                                                                | Zina Garrison               | Kate Gompert         | 6–0, 6–3       |
| 1980                                                                | Susan Mascarin              | Kathrin Keil         | 6–3, 6–4       |
| 1979                                                                | Alycia Moulton              | Mary Lou Piatek      | 7–6, 7–6       |
| 1978                                                                | Linda Siegel                | Ivanna Madruga       | 6–4, 6–4       |
| 1977                                                                | Claudia Casabianca          | Lea Antonopolis      | 6–3, 2–6, 6–2  |
| 1976                                                                | Marise Kruger               | Lucia Romanov        | 6–3, 7–5       |
| 1975                                                                | Natasha Chmyreva            | Greer Stevens        | 6–7, 6–2, 6–2  |
| 1974                                                                | Ilana Kloss                 | Mima Jaušovec        | 6–4, 6–3       |